# Halid Bešlić

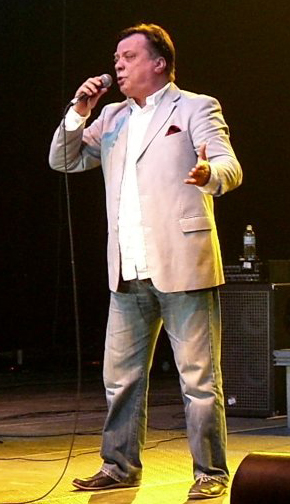

Halid Bešlić, född 20 november 1953, är en folkmusiker och sångare från Bosnien och Hercegovina som har uppträtt sedan 1979. Bešlić är mycket populär i Bosnien, den bosniska diasporan, liksom i de grannländer som tidigare utgjorde Jugoslavien.
Bešlić har spelat in över 20 album och uppträtt på hundratals konserter. Under kriget i Bosnien 1992-1995 uppträdde Bešlić på mer än 500 konserter runt om i Europa, mot kriget och för fred.

## Bilolycka
Den 10 mars 2009 skadades Halid Beslic allvarligt när hans bil, en Škoda Superb, körde av vägen på grund av hal väg. Han ådrog sig då allvarliga skador på höger öga och ansiktsbenen.

## Diskografi
- 1979 - Singlovi
- 1981 - Sijedi starac
- 1982 - Pjesma samo o njoj
- 1984 - Neću, neću dijamante
- 1985 - Zbogom noći, zbogom zore
- 1986 - Zajedno smo jači
- 1986 - Otrov mi dajte
- 1987 - Eh kad bi ti
- 1988 - Mostovi tuge
- 1990 - More i planine
- 1991 - Ljiljani
- 1993 - Grade moj
- 1996 - Ne zovi me, ne traži me
- 1997 - Robinja
- 2000 - U ime ljubavi
- 2003 - Prvi poljubac
- 2007 - 08
- 2013 - Romanija